# Wspólnota administracyjna Furth
Wspólnota administracyjna Furth – wspólnota administracyjna (niem. Verwaltungsgemeinschaft) w Niemczech, w kraju związkowym Bawaria, w rejencji Dolna Bawaria, w regionie Landshut, w powiecie  Landshut. Siedziba wspólnoty znajduje się w miejscowości Furth.
Wspólnota administracyjna zrzesza trzy gminy wiejskie (Gemeinde): 
- Furth, 3 379 mieszkańców, 20,97 km²
- Obersüßbach, 1 733 mieszkańców, 23,58 km²
- Weihmichl, 2 486 mieszkańców, 32,16 km²